# Gadabuursi
 (avril 2014).
Si vous disposez d'ouvrages ou d'articles de référence ou si vous connaissez des sites web de qualité traitant du thème abordé ici, merci de compléter l'article en donnant les références utiles à sa vérifiabilité et en les liant à la section « Notes et références ».
| Régions à population importante                                     | Régions à population importante |
| Langue                                                              | Langue                          |
| ------------------------------------------------------------------- | ------------------------------- |
| Somali                                                              |                                 |
| Religion                                                            |                                 |
| Islam (Sunni, Sufism)                                               |                                 |
| Groupes ethniques apparentés                                        |                                 |
| Issa, Gurgura, Akisho, Surre, Biimaal, Bursuuk and other Dir clans. |                                 |

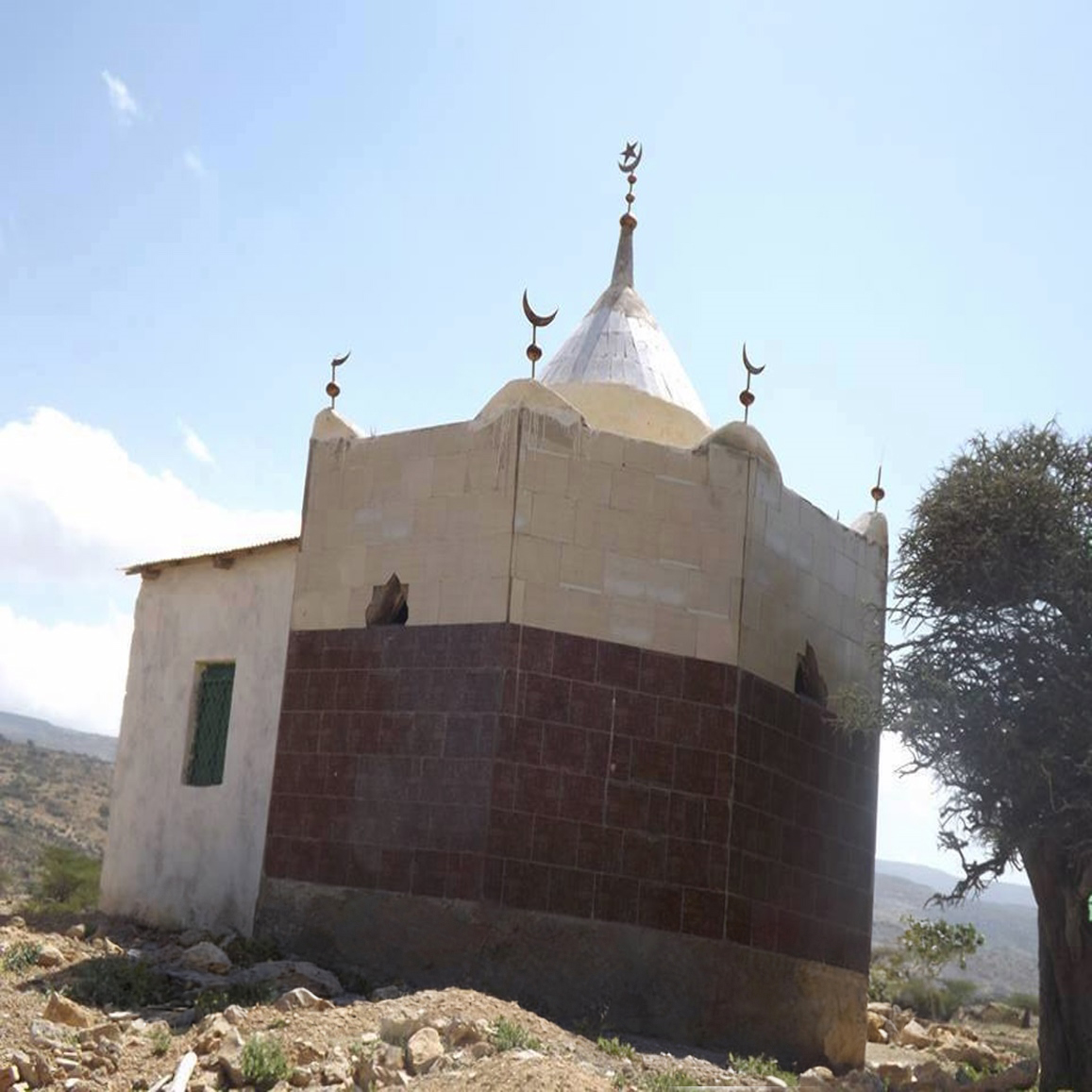
Le tombeau de Sheikh Samaroon

Les Gadabuursi (somali : Gadabuursi, arabe : جادابورسي), également connu sous le nom de Samaroon (arabe : قبيلة سَمَرُون), est un clan du nord de la Somalie, une sous-division de la famille du clan Dir.[1][2]
Les Gadabuursi sont géographiquement répartis dans deux pays : Éthiopie, Somaliland. Parmi toutes les régions habitées par les Gadabuursi de la Corne de l’Afrique, Éthiopie est le pays où réside la majorité du clan. En Éthiopie, les Gadabuursi se trouvent principalement dans la région Somali, mais ils habitent également les régions de Harar et Oromia.
Au Somaliland, les Gadabuursi sont le clan prédominant de la région Awdal. On les trouve principalement dans les villes et villages tels que Borama, Baki, Dilla, Jarahorato, Amud, Abasa, Fiqi Aadan, Quljeed et Boon .
En Éthiopie, les Gadabuursi sont le clan prédominant du district Awbare dans la zone Fafan.  On les trouve principalement dans les villes et villages tels qu'Awbare, Awbube, Sheder, Lefe Isa, Derwernache, Gogti, Jaare et Heregel. 
L'étymologie du nom Gadabuursi, telle que décrite par l'écrivain Ferrand dans Ethnographic Survey of Africa, fait référence à Gada signifiant peuple et Bur signifiant montagne, d'où l'étymologie du nom Gadabuursi signifie peuple des montagnes.